# مریم بدین
مریِم بَدیَن (فرانسوی: Marième Badiane‎؛ زادهٔ ۲۴ نوامبر ۱۹۹۴) بازیکن بسکتبال زن اهل فرانسه است.
وی در مسابقات کشوری و بین‌المللی در مجموع برندهٔ ۳ مدال نقره، ۱ مدال برنز شده است.